# Wiertnictwo
Wiertnictwo – dziedzina przemysłu zajmująca się poszukiwaniem i udostępnianiem złóż kopalin poprzez otwory wiertnicze. Zajmuje się również drążeniem otworów badawczych w celu poznania budowy geologicznej badanego obszaru.
Wyróżnia się trzy rodzaje technik wiertniczych:
- wiercenia udarowe
- wiercenia obrotowe
- wiercenia specjalne